# Мейнанс, Свен
Свен Мейнанс (нидерл. Sven Mijnans; род. 9 марта 2000, Спейкениссе) — нидерландский футболист, полузащитник клуба АЗ.

## Клубная карьера
Мейнанс — воспитанник роттердамского клуба «Спарта». 19 сентября 2020 года в матче против «Витесс» он дебютировал в Эредивизи. 4 октября в поединке против АЗ Свен забил свой первый гол за «Спарту».
31 января 2023 года Мейсенанс перешёл в АЗ, подписав с клубом пятилетний контракт. 4 февраля в матче против «Волендама» он дебютировал за новую команду. 10 февраля в поединке против «Эксельсиора» Свен забил свой первый гол за АЗ.

## Международная карьера
В 2023 году в составе молодёжной сборной Нидерландов Мейнанс принял участие в молодёжном чемпионате Европы в Румынии и Грузии. На турнире он сыграл в матче против сборной Бельгии.